# Arménie na Letních olympijských hrách 2008
Arménie se účastnila Letní olympiády 2008 v sedmi sportovních odvětvích. Zastupovalo ji 25 sportovců.

## Medailové pozice
| Medaile | Jméno                     | Sport    | Disciplína                  |
| ------- | ------------------------- | -------- | --------------------------- |
| Bronz   | Roman Amojan              | Zápas    | Muži řecko-římský do 55 kg  |
| Bronz   | Jurij Patrikejev          | Zápas    | Muži řecko-římský do 120 kg |
| Bronz   | Gevorg Davtjan            | Vzpírání | Muži do 77 kg               |
| Bronz   | Tigran Gevorg Martirosjan | Vzpírání | Muži do 69 kg               |
| Bronz   | Tigran Varban Martirosjan | Vzpírání | Muži do 85 kg               |
| Bronz   | Hrachik Javakhyan         | Box      | do 60 kg                    |

## Atletika
Ani Khachikyan:100m ženy
- v rozběhu 1 dosáhla času 12.76, obsadila 6. místo a nepostoupila.

Melik Janoyan:oštěp muži
- v kvalifikační skupině B výkonem 64.37 obsadil poslední 19. místo a do finále nepostoupil.

## Box
Hovhannes Danielyan
- V kategorii 48 kg/muší váha v 1. kole porazil Thomas Essomba z Kamerunu 9:3.Ve 2. kole ale prohrál 7:13 s Birzhan Zhakypov z Kazachstánu.

Hrachik Javakhyan
- V kategorii 60 kg/lehká váha měl v 1. kole volný los.Ve 2. porazil Rasheed Olawale Lawal z Nigérie 12:0.Ve čtvrtfinále 1 se mu vzdal JongSub Baik z Koreje. V semifinále sice prohrál 5:10 s pozdějším vítězem Alexey Tishchenko z Ruska, ale i tak získal bronzovou medaili pro Arménii.

Eduard Hambardzumyan
- V kategorii 64 kg/lehká welterová hned v 1. kole prohrál s Felix Diaz z Dominikánské Republiky 4:11 a skončil.

Andranik Hakobyan
- V kategorii 75 kg/střední váha v 1. kole porazil 14:8 Ahmed Saraku z Ghany, ve 2. kole ale v zápase s Elshod Rasulov z Uzbekistánu se ve 4. kole zranil a musel vzdát.

## Judo
Ovanes Davtjan
- V kategorii 60 kg muži v 1. kole měl volný los, ve 2.porazil Yosmani Piker z Kuby, v dalším ale prohrál s Kyong Jin Kim z KLDR a skončil.

Armen Nazarjan
- V kategorii 66 kg muži v 1. kole měl volný los, ve 2. kole ale prohrál s Aheen El Hady z Egypta a skončil.

## Střelba
Norayr Bakhtamyan

### Výsledky
- 10 m vzduchová pistole, kvalifikace - N.Bakhtamyan, 580 bodů, celkové 12. místo

## Plavání
Michael Koloyan
- v rozplavbě 2 100m volný způsob obsadil časem 51,89 2. místo. Celkově 56. místo.

## Vzpírání
- Tigran G. Martirosyan v kategorii 69 kg získal výkonem 338 bronzovou medaili
- Gevorg Davtian v kategorii 77 kg získal výkonem 360 bronzovou medaili
- Ara Khachatryan v kategorii 77 kg výkonem 353 obsadil 7. místo
- Edgar Gevorgyan v kategorii 85 kg nedokončil
- Tigran V. Martirosyan v kategorii 85 kg výkonem 380 získal bronzovou medaili
- Hripsime Khurshudyan v kategorii 75 kg výkonem 235 obsadil 11. místo